# 天狼星號

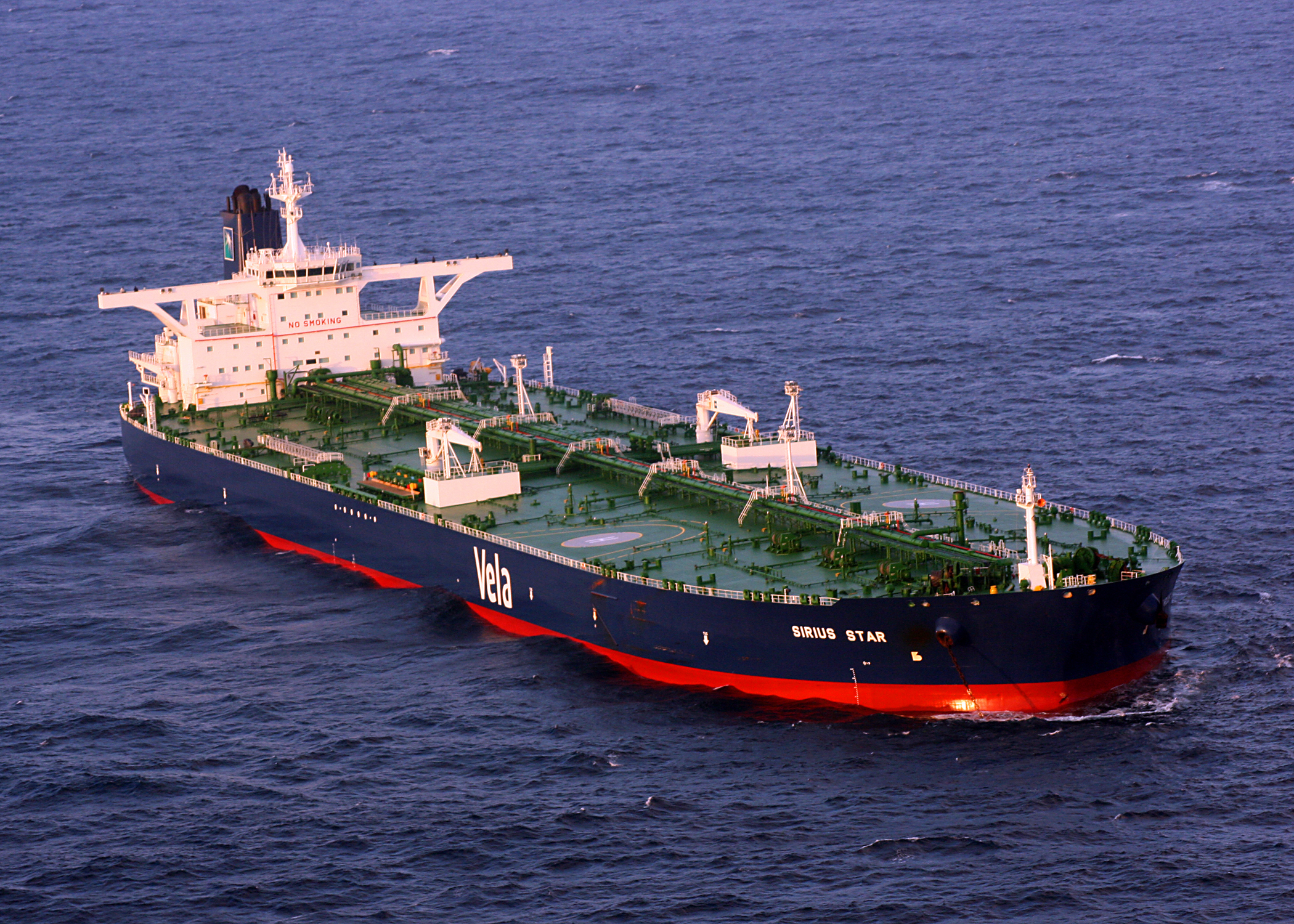

天狼星号油轮是一艘长330米，排水量31.8万吨的超级油轮。2008年11月15日在肯尼亚近海被索马里海盜劫持，并要求船东支付1千万美元赎金。
2009年1月9日，在收到300万美元赎金后，海盗将油轮及船员释放。